# Gonomyia divergens
Gonomyia divergens är en tvåvingeart som beskrevs av Bangerter 1947. Gonomyia divergens ingår i släktet Gonomyia och familjen småharkrankar. Inga underarter finns listade i Catalogue of Life.